# بالاکنگرلی، کردامیر
بالاکنگرلی (به ترکی آذربایجانی: Bala Kəngərli) یک منطقهٔ مسکونی در جمهوری آذربایجان است که در شهرستان کردامیر واقع شده‌است.